# Jizerská nota
Jizerská nota je hudební festival trampské a folkové muziky založený roku 1981, který se koná v Hejnicích, městě ve Frýdlantském výběžku Libereckého kraje na severu České republiky. Jeho organizátorem je od samého počátku Pavel Déčko Vinklát. Festival je dvoudenní a vystupují na něm skupiny jak z České republiky, tak ze Slovenska. Součástí festivalu je též Dětská nota určená umělcům do 18 let věku či jejich skupinám. Návštěvníkům přehlídky je distribuován zpravodaj „Notes“, v němž najdou informace o probíhajícím festivalu.